# Bezeichnungssystem für Schiffe der Streitkräfte der Vereinigten Staaten
Im Jahr 1907 führte die United States Navy ein strukturiertes Benennungs-System ein, nach dem die Namen für alle US-amerikanischen Kriegsschiffe ausgewählt wurden. Dieses System wurde mit nur sehr wenigen Ausnahmen etwa bis zum Ende des Vietnam-Krieges 1975 konsequent verwendet.
| Schiffstyp                    | Benennung                                         | Anmerkungen |
| ----------------------------- | ------------------------------------------------- | --- |
| Schlachtschiff (Capital Ship) | Bundesstaaten, Bundesterritorien                  | Tradition seit der Segelschiffszeit um 1815 |
| Schlachtkreuzer               | Bundesterritorien                                 | Nur drei Schiffe wurden von Baubeginn an als „Schlachtkreuzer“ konstruiert und eingestuft: USS Alaska, USS Guam und USS Hawaii (nie fertiggestellt), alle Alaska-Klasse. |
| Flugzeugträger                | Traditionsnamen, Orte von See- und Landschlachten | Traditionsnamen z. B. USS Enterprise oder USS Intrepid, teilweise schon seit dem Unabhängigkeitskrieg immer wieder verwendet, Schlachten z. B. USS Yorktown. Einzige Ausnahme bis 1964 war die USS Franklin D. Roosevelt, die nach dem 1945 verstorbenen US-Präsidenten benannt wurde. 1964 wurde ein Flugzeugträger der Kitty-Hawk-Klasse nach dem ein Jahr zuvor ermordeten US-Präsidenten John F. Kennedy genannt. |
| Hubschrauberträger            | Schlachten                                        | Die für den Landungseinsatz von Truppen des US Marine Corps vorgesehenen amphischen Hubschrauberträger (LPH) wurden explizit nach Schlachten benannt, an denen die Marines einen besonderen Anteil hatten (z. B. USS Iwo Jima). |
| Kreuzer                       | Städte                                            | US-amerikanische, meist größere Städte oder Hauptstädte der Bundesstaaten |
| Zerstörer, Geleitzerstörer    | Marinesoldaten                                    | Benannt nach verdienten Marinesoldaten, wobei während des Zweiten Weltkriegs die Zerstörer nach Offizieren, die Geleitzerstörer nach Unteroffizieren und Mannschaftsdienstgraden benannt wurden. Bevorzugt bei der Benennung wurden Träger der Medal of Honor, dann Admirale und Träger des Navy Cross. |
| Unterseeboot                  | Fische, Meerestiere                               | |
| Strategisches Unterseeboot    | Persönlichkeiten der Geschichte                   | U-Boote, die Polaris- und Poseidon-Raketen mit Atomsprengköpfen trugen. Benannt nach herausragenden Persönlichkeiten der US-amerikanischen Geschichte (z. B. George Washington), wobei gezielt auch Nicht-Amerikaner geehrt wurden, die große Bedeutung für die USA hatten, wie Friedrich Wilhelm von Steuben, Lafayette, Casimir Pulaski oder Kamehameha.                                                            |
| Minensucher                   | Adjektive                                         | z. B. USS Admirable, USS Agile |
| Amphisches Docklandungsschiff | Forts, militärischen Befestigungen                | insbesondere historische |
| Panzerlandungsschiff          | Countys                                           | nach Ende des Zweiten Weltkrieges |
| Munitionstransporter          | Berge                                             | US-amerikanische |
| Tanker                        | Flüsse                                            | US-amerikanische |
| Schlepper                     | Indianerstämme                                    | |

US-Kriegsschiffe wurden bis zur Indienststellung des Flugzeugträger Carl Vinson grundsätzlich nur nach schon verstorbenen Personen benannt.
Die US Coast Guard verwendete ein analoges System, hier wurden zum Beispiel die Geleitzerstörer-großen „Hochseekutter“ nach verdienten Coast Guard-Soldaten und ehemaligen Finanzministern benannt. (Die US Coast Guard unterstand bis 1967 dem US-Finanzministerium.)

## Aufweichung des Benennungssystems
Nach dem Ende des Vietnam-Krieges wurde dieses Benennungssystem zunehmend aufgeweicht, was zum Teil mit der grundsätzlichen Veränderung der Typenstruktur der US Navy zu tun hatte. Über 20 Jahre lang wurden zum Beispiel keine Kreuzer mehr gebaut, so dass die Möglichkeit, Kriegsschiffe nach Städten zu benennen, damit wegfiel, was man aus Gründen der Kontaktpflege zum zivilen Bereich der Gesellschaft als unpassend empfand.
Aus diesem Grund wurden die atomangetriebenen Angriffs-U-Boote der zahlenmäßig starken Los-Angeles-Klasse nach Städten benannt.
Flugzeugträger
Seit dem Bau des zweiten atomangetriebenen Flugzeugträgers Nimitz werden alle Flugzeugträger nach bedeutenden Persönlichkeiten benannt, wobei durchaus politische Gründe eine wichtige Rolle spielen. So wurde die Carl Vinson noch zu seinen Lebzeiten nach dem langjährigen Vorsitzenden des Streitkräfteausschusses des Repräsentantenhauses benannt, einem republikanischen Abgeordneten. In ähnlicher Weise wurde die John C. Stennis nach einem Senator der Demokratischen Partei benannt, der lange Jahre den Streitkräfteausschuss des Senats geleitet hatte. Nach der John C. Stennis wurden dann alle Flugzeugträger nach US-Präsidenten benannt, zunächst nach bereits verstorbenen, inzwischen aber auch nach lebenden (George H. W. Bush). Bemerkenswerterweise wurde nach dem noch lebenden Ex-Präsidenten Carter ein atomangetriebenes U-Boot Jimmy Carter benannt, da Carter vor seiner politischen Karriere als Berufsoffizier der US Navy und Ingenieur für Nukleartechnik auf atomangetriebenen U-Booten diente.
Eine Ausnahme aus diesem Namensschema bildet bisher einzig der Traditionsname Enterprise.
Hubschrauberträger, Kreuzer
Neuere Hubschrauberträger werden nach wie vor nach Traditionsnamen und Schlachten-Orten benannt, ebenso aber auch die Aegis-Kampfsystem-Lenkwaffen-Kreuzer der Ticonderoga-Klasse.
Zerstörer, Geleitzerstörer
Für Zerstörer und Geleitzerstörer (inzwischen Fregatten genannt) ist die Benennung nach verdienten Marinesoldaten beibehalten worden, einige Ausnahmen waren zum Beispiel der britische Weltkriegspremier Winston S. Churchill oder der französische Admiral Comte de Grasse.
Schlachtschiffe
In Ermangelung von neuen Schlachtschiffen seit Ende des Zweiten Weltkrieges wurden die strategische Trident-Atom-U-Boote der Ohio-Klasse in den 1970er und 1980er Jahren nach Bundesstaaten benannt. Für Hilfsschiffe (Tanker, Munitionstransporter usw.), Landungsschiffe und Minensucher wurde das alte System bis jetzt beibehalten.
Unterseeboote
Die Benennung von Jagd-U-Booten folgt keinem klaren System mehr. Die Boote der Los-Angeles-Klasse wurden nach Städten benannt, jene der Virginia-Klasse nach Bundesstaaten. Die drei Boote der Seawolf-Klasse wurden nach einem Fisch, einem Bundesstaat und dem ehemaligen Präsidenten Jimmy Carter benannt.